# Эрик Эверхард
Эрик Эверхард (англ. Erik Everhard; настоящее имя Митчелл Хартвелл англ. Mitchell Hartwell; 2 декабря 1976, Калгари, Альберта, Канада) — канадский порноактёр и порнорежиссёр. Работает в основном в жанре гонзо-порнографии.

## Карьера
Эрик Эверхард родился в семье украинского происхождения и до 1995 года жил в Калгари. В 1995 году переехал в Ванкувер для поступления в университет. В это же время начал пробовать себя в порно. В 1999 году Эрик переехал в Лос-Анджелес для продолжения порнокарьеры.
Как он сам сказал в одном из интервью в 2002 году, участие в съёмках порнофильмов не было обусловлено финансовыми обстоятельствами, а служило, в первую очередь, для удовлетворения его сексуальных потребностей.
Первые съёмки Эрик Эверхард начал делать в Канаде — это были работы по заказам порносайтов. По советам друзей и знакомых, актёр решил продолжить карьеру в США. Первые съёмки в Америке Эрик сделал у начинающего, на тот момент, режиссёра Джалса Джордана. Несколько лет они продолжали успешную совместную деятельность.
После приезда в США, заключил контракт с компанией Vivid Entertainment. Также начал сниматься в фильмах компаний Anabolic Video, Evil Angel Video и Rosebudd. С 2001 года начал режиссировать свои первые порнофильмы, для компаний Anabolic и Diabolic Video.
В 2003 году, Эрику удалось заключить договор о распространении его фильмов компанией Redlight District. Однако в 2005 году Эрик Эверхард разорвал контракт с Redlight, обвинив компанию в нарушении договора и недополучении (сокрытии) прибыли с его фильмов. Тяжба была им выиграна и Эрик Эверхард по решению суда получил $141 000. После этого Эрик Эверхард некоторое время сотрудничал с компанией Evil Angel Video, а затем продолжил работу со своим первым режиссёром — Джалсом Джорданом.
По данным на 2022 год Эрик Эверхард снялся в 3602 порнофильмах и срежиссировал 122 порноленты.

## Премии и номинации
- 2007 AVN Awards — Лучшая секс-сцена в фильме иностранного производства — Outnumbered 4 вместе с Изабель Айс, Сандрой Ромейн, Дорой Вентер, Cathy, Karina, Nicol, Puma Black, Стивом Холмсом, Robert Rosenberg[3][4]
- 2009 — номинация на AVN Award за «Лучшую групповую сцену» в фильме Rachel’s Choice вместе с Рэйчел Старр, Стивом Холмсом и Маккензи Майлс[5].
- 2010 AVN Award — Лучшая сцена анального секса (вместе с Сашей Грей) — Anal Cavity Search 6[6]
- 2010 AVN Award — Лучший релиз секса POV (с видом от первого лица) — Anal Prostitutes on Video 3[7][8]
- 2011 AVN Award — Лучшая сцена двойного проникновения — Asa Akira Loves Anal[9]
- 2012 AVN Award — Best POV Sex Scene (вместе с Бобби Старр и Энди Сан Димас) — Double Vision 3[10]
- 2012 AVN Awards — Best POV Release (совместная режиссура с Джалсом Джорданом) — Double Vision 3[10]
- 2012 AVN Award — Лучшая сцена группового секса (вместе с Асой Акирой, Тони Рибасом, Danny Mountain, Jon Jon, Broc Adams, Рамоном Номаром и Джоном Стронгом) — Asa Akira Is Insatiable 2[10]
- 2013 AVN Award — Лучшая сцена группового секса (вместе с Асой Акирой, Рамоном Номаром и Миком Блу) — Asa Akira Is Insatiable 3[11]
- 2013 XBIZ Award — Best Scene-Vignette Release — In Riley’s Panties[12]